# Barbara Schett
Barbara „Babsi“ Schett-Eagle (* 10. März 1976 in Innsbruck) ist eine österreichische ehemalige Tennisspielerin, Sportreporterin und Moderatorin.

## Karriere
Noch unter ihrem Geburtsnamen war Barbara Schett ab 1992 Profispielerin auf der WTA Tour. Sie gewann dort drei Turniere im Einzel und zehn im Doppel. Ihr größter Erfolg bei einem Grand-Slam-Turnier war die Viertelfinalteilnahme bei den US Open im Jahr 1999. Ihre höchste Weltranglistenposition erreichte sie 1999 mit Rang 7. Im selben Jahr qualifizierte sie sich zum einzigen Mal in ihrer Karriere für das Saisonfinale, die WTA Tour Championships, bei denen sie bis ins Viertelfinale kam.
Von 1993 bis 2004 bestritt Schett für das österreichische Fed-Cup-Team 48 Spiele, von denen sie 30 gewann.
2001 wurde Schett in der deutschen Tennis-Bundesliga mit dem TC Blau-Weiss Bocholt, u. a. zusammen mit Kim Clijsters und Miriam Schnitzer, Deutsche Mannschaftsmeisterin.
Ihre Tenniskarriere beendete Barbara Schett 2005 mit den Australian Open. Im selben Jahr erhielt sie von Bundespräsident Heinz Fischer das Silberne Ehrenzeichen für Verdienste um die Republik Österreich.

## Erfolge

### Einzel

#### Turniersiege
| Nr. | Datum          | Turnier         | Kategorie    | Belag | Finalgegnerin    | Ergebnis      |
| --- | -------------- | --------------- | ------------ | ----- | ---------------- | ------------- |
| 1.  | 21. Juli 1996  | Palermo         | WTA Tier IV  | Sand  | Sabine Hack      | 6:3, 6:3      |
| 2.  | 3. August 1997 | Maria Lankowitz | WTA Tier IV  | Sand  | Henrieta Nagyová | 3:6, 6:2, 6:3 |
| 3.  | 16. Juli 2000  | Klagenfurt      | WTA Tier III | Sand  | Patty Schnyder   | 5:7, 6:4, 6:4 |

#### Finalteilnahmen
| Nr. | Datum            | Turnier | Kategorie    | Belag           | Finalgegnerin     | Ergebnis      |
| --- | ---------------- | ------- | ------------ | --------------- | ----------------- | ------------- |
| 1.  | 19. Juli 1998    | Palermo | WTA Tier IV  | Sand            | Patty Schnyder    | 1:6, 7:5, 2:6 |
| 2.  | 16. August 1998  | Boston  | WTA Tier III | Hartplatz       | Mariaan de Swardt | 6:3, 6:7, 5:7 |
| 3.  | 24. Oktober 1999 | Moskau  | WTA Tier I   | Teppich (Halle) | Nathalie Tauziat  | 6:2, 4:6, 1:6 |

### Doppel

#### Turniersiege
| Nr. | Datum            | Turnier   | Kategorie    | Belag           | Partnerin          | Finalgegnerinnen                           | Ergebnis       |
| --- | ---------------- | --------- | ------------ | --------------- | ------------------ | ------------------------------------------ | -------------- |
| 1.  | 21. Juli 1996    | Palermo   | WTA Tier IV  | Sand            | Janette Husárová   | Florencia Labat Barbara Rittner            | 6:1, 6:2       |
| 2.  | 20. Juli 1997    | Palermo   | WTA Tier IV  | Sand            | Silvia Farina Elia | Florencia Labat Mercedes Paz               | 2:6, 6:1, 6:4  |
| 3.  | 3. Mai 1998      | Hamburg   | WTA Tier II  | Sand            | Patty Schnyder     | Martina Hingis Jana Novotná                | 7:63, 3:6, 6:3 |
| 4.  | 9. Januar 1999   | Auckland  | WTA Tier IVb | Hartplatz       | Silvia Farina      | Seda Noorlander Marlene Weingärtner        | 6:2, 7:62      |
| 5.  | 13. Januar 2001  | Sydney    | WTA Tier II  | Hartplatz       | Anna Kurnikowa     | Lisa Raymond Rennae Stubbs                 | 6:2, 7:5       |
| 6.  | 5. Mai 2002      | Hamburg   | WTA Tier II  | Sand            | Martina Hingis     | Daniela Hantuchová Arantxa Sánchez Vicario | 6:1, 6:1       |
| 7.  | 9. Februar 2003  | Paris     | WTA Tier II  | Teppich (Halle) | Patty Schnyder     | Marion Bartoli Stéphanie Cohen-Aloro       | 2:6, 6:2, 7:65 |
| 8.  | 15. Februar 2004 | Paris     | WTA Tier II  | Teppich (Halle) | Patty Schnyder     | Silvia Farina Elia Francesca Schiavone     | 6:3, 6:2       |
| 9.  | 2. Mai 2004      | Budapest  | WTA Tier V   | Sand            | Petra Mandula      | Virág Németh Ágnes Szávay                  | 6:3, 6:2       |
| 10. | 8. August 2004   | Stockholm | WTA Tier IV  | Hartplatz       | Alicia Molik       | Emmanuelle Gagliardi Anna-Lena Grönefeld   | 6:3, 6:3       |

## Abschneiden bei Grand-Slam-Turnieren

### Einzel
| Turnier         | 1994 | 1995 | 1996 | 1997 | 1998 | 1999 | 2000 | 2001 | 2002 | 2003 | 2004 | 2005 | Karriere |
| --------------- | ---- | ---- | ---- | ---- | ---- | ---- | ---- | ---- | ---- | ---- | ---- | ---- | -------- |
| Australian Open | —    | 1    | AF   | 3    | AF   | AF   | AF   | 3    | 3    | 1    | 2    | 2    | AF       |
| French Open     | 1    | 1    | 1    | 1    | 1    | 3    | AF   | AF   | 2    | 3    | 1    | —    | AF       |
| Wimbledon       | 1    | —    | 2    | 2    | 2    | AF   | 1    | 3    | 2    | 2    | 1    | —    | AF       |
| US Open         | 1    | 1    | 2    | 2    | 3    | VF   | 2    | AF   | 2    | 2    | 1    | —    | VF       |

Zeichenerklärung: S = Turniersieg; F, HF, VF, AF = Einzug ins Finale / Halbfinale / Viertelfinale / Achtelfinale; 1, 2, 3 = Ausscheiden in der 1. / 2. / 3. Hauptrunde; Q1, Q2, Q3 = Ausscheiden in der 1. / 2. / 3. Runde der Qualifikation; n. a. = nicht ausgetragen

### Doppel
| Turnier         | 1995 | 1996 | 1997 | 1998 | 1999 | 2000 | 2001 | 2002 | 2003 | 2004 | 2005 | Karriere |
| --------------- | ---- | ---- | ---- | ---- | ---- | ---- | ---- | ---- | ---- | ---- | ---- | -------- |
| Australian Open | —    | —    | 1    | 1    | AF   | HF   | VF   | 2    | 1    | 2    | 1    | HF       |
| French Open     | —    | —    | —    | VF   | AF   | VF   | VF   | AF   | VF   | AF   | —    | VF       |
| Wimbledon       | —    | —    | 1    | 1    | 1    | AF   | 1    | AF   | 1    | AF   | —    | AF       |
| US Open         | 1    | 1    | 1    | VF   | HF   | VF   | 2    | 1    | 2    | HF   | —    | HF       |

### Mixed
| Turnier         | 1998 | 1999 | 2000 | 2001 | 2002 | 2003 | 2004 | 2005 | Karriere |
| --------------- | ---- | ---- | ---- | ---- | ---- | ---- | ---- | ---- | -------- |
| Australian Open | —    | —    | —    | F    | 1    | AF   | —    | 1    | F        |
| French Open     | —    | —    | —    | 1    | AF   | AF   | —    | —    | AF       |
| Wimbledon       | 2    | —    | HF   | 1    | AF   | 2    | VF   | —    | HF       |
| US Open         | —    | —    | VF   | AF   | —    | —    | 1    | —    | VF       |

## Persönliches
Seit dem Ende ihrer aktiven Karriere ist Schett bei Eurosport und ServusTV  als Sportreporterin tätig. Am 6. Juli 2007 heiratete sie den früheren australischen Tennisprofi Joshua Eagle und heißt seitdem Barbara Schett-Eagle. Am 28. April 2009 wurden die beiden Eltern eines Sohnes.

## Publikationen
- 2022: Ich bin was ich bin, egoth Verlag, Wien 2022, ISBN 978-3-903376-02-1.

## Auszeichnungen
- 2023: Ehrenzeichen des Landes Tirol[2]